# Аррениус, Сванте Август
Сва́нте А́вгуст Арре́ниус (швед. Svante August Arrhenius; 19 февраля 1859, имение Вик, недалеко от Уппсалы — 2 октября 1927, Стокгольм) — шведский физикохимик, автор теории электролитической диссоциации, лауреат Нобелевской премии по химии (1903).

## Биография

### Ранние годы жизни
Аррениус, рождённый 19 февраля 1859 года, был вторым сыном Каролины Кристины (Тунберг) и Сванте Густава Аррениуса, землемера и с 1847 года управляющего имением Уппсальского университета в западной части Уппланда и замка Вик. Племянник известного шведского ботаника Юхана Аррениуса. Его предки были крестьянами, отец же отучился на землемера, получил в 1834 году высшее образование и в 1855 году женился. Через год после рождения сына семья переехала в Уппсалу, где отец Аррениуса вошёл в состав совета инспекторов Уппсальского университета. Будучи маленьким ребёнком, Аррениус уже с удовольствием складывал числа в отчётах, которые составлял его отец, в три года самостоятельно научился читать, а посещая кафедральное училище в Уппсале, он проявил исключительные способности к биологии, физике и математике.

### Учёба
В 8 лет Аррениус поступил в кафедральное училище в Уппсале, сразу в пятый класс, которое закончил в 1876 году самым молодым и способным выпускником с особыми успехами в физике и математике. В том же году он поступил в Уппсальский университет (специализировался в физике и химии), где в 1878 году получил степень бакалавра естественных наук, а затем в течение ещё трёх лет продолжал изучать там физику. В 1881 году из-за разногласий с начальством переехал в Стокгольм и продолжил обучение в Физическом институте Королевской шведской Академии наук совместно со своим другом Клаасом Мебиусом и Лукасом Хоменом под руководством физика Эрика Эдлунда. Там Аррениус, начав с методов определения молекулярной массы растворенных веществ, специализировался в изучении проводимости электролитов.
Во время этих исследований он обратил внимание на тот факт, что проводимость растворов при разбавлении увеличивается. Дальнейшие исследования привели его к формулированию теории об электролитической диссоциации, которая теперь называется теорией Аррениуса. К тому времени уже давно был известен распад электролитов на ионы при электролизе, новизна теории Аррениуса была в том, что он предположил распад (диссоциацию) электролитов в растворах в отсутствие каких-либо внешних сил. Аррениус написал стопятидесятистраничную диссертацию, которую представил к защите в 1884 году в Уппсальском университете. Помощь в написании диссертации ему оказал Отто Петерссон, профессор химии в недавно созданном Стокгольмском университете. Новизна и кажущаяся парадоксальность идеи о возможности одновременного существования в растворах электролитов разноимённо заряженных ионов привела к неприятию теории учёным советом, в результате Аррениус при защите диссертации (26 мая 1884 года) получил самую низшую, четвёртую степень, которая не давала возможности преподавать. Только после защиты её переклассифицировали на третью степень.

## Научная деятельность
Несмотря на то, что в Швеции теорию Аррениуса приняли более чем прохладно, многие европейские учёные (например, Рудольф Клаузиус и Якоб Вант-Гофф) ею заинтересовались, особенно знаменитый немецкий химик Вильгельм Оствальд, который даже посетил Аррениуса в Уппсале и предложил ему должность доцента в Рижском университете. Хотя Аррениус отклонил предложение Оствальда (в это время его отец был очень болен и умер в 1885), поддержка последнего помогла ему стать доцентом на неоплачиваемой должности в Уппсальском университете. Теория Аррениуса помогла Оствальду вывести закон разбавления, названный его именем.
В 1884 году Аррениус на основе своей теории предложил определения кислоты и основания: кислотой он считал вещество, образующее в растворе ионы водорода, а основанием — вещество, дающее в растворе гидроксид-ионы.
В 1886 году Аррениус получил стипендию Шведской королевской академии наук, это позволило ему совершить научное турне по Европе. В 1886 году он работал совместно с Оствальдом в Рижском политехническом университете, с Фридрихом Кольраушем в 1886—1887 годах в Вюрцбурге (здесь он встретился с Вальтером Нернстом) и в Грацском университете с Людвигом Больцманом, в 1888 году — в Амстердамском университете у Я. Вант-Гоффа.
В 1887 году окончательно сформулировал теорию электролитической диссоциации, в этом же году объяснил отступление растворов электролитов от законов Вант-Гоффа и закона Рауля (показал физический смысл поправочного коэффициента i). Создал учение об изогидричности, разработал теорию гидролиза солей. Установил экзотермический характер большинства процессов диссоциации электролитов и зависимость скорости и полноты протекания этих процессов от температуры. Занимаясь химической кинетикой, Аррениус сделал несколько важных открытий, таких как объяснение (1889) температурной зависимости скорости реакций, выдвинув представления об активных, обладающих избыточной энергией и способных вступать в химическое взаимодействие молекулах, число которых экспоненциально возрастает с ростом температуры. Ввёл понятие энергии активации EА и вывел уравнение зависимости константы скорости реакции от фактора частоты столкновения молекул A, температуры и EА, ставшее одним из основных в химической кинетике (уравнение Аррениуса).
Аррениус проводил исследования во многих областях физики: опубликовал статью о шаровых молниях (1883), изучал влияние солнечной радиации на атмосферу, искал объяснение таким климатическим изменениям, как ледниковые периоды, пытался применить физикохимические теории к изучению вулканической активности. Аррениус первым высказал предположение, что накопление в атмосфере углекислого газа способствует повышению средней температуры, то есть сформулировал гипотезу о парниковом эффекте. В 1901 году вместе с несколькими своими коллегами он подтвердил гипотезу Дж. Максвелла о том, что космическая радиация оказывает давление на частицы. Аррениус продолжил изучение проблемы и, используя это явление, предпринял попытку объяснить природу комет, полярного сияния, солнечной короны и зодиакального света. Он также предположил, что в космическом пространстве благодаря давлению света могут переноситься споры и другие живые семена (высказав тем самым гипотезу о панспермии). Ряд работ Аррениус посвятил эволюционной астрофизике. Он считал, что Солнечная система появилась в результате межзвёздного столкновения, а также высказал мысль, что основным источником энергии Солнца является энергия, выделяющаяся при термоядерной реакции образования гелия из водорода. В 1902 году Аррениус начал исследования в области иммунохимии, изучал химические реакции в живых организмах, доказал, что нет принципиальной разницы между химическими реакциями in vitro и in vivo. В частности, им изучено взаимодействие между токсинами и антитоксинами, показано, что оно сходно с взаимодействием между слабой кислотой и слабым основанием (например, борной кислотой и аммиаком). Также он размышлял об искусственных языках, предложив собственную модификацию английского языка.
Аррениус вернулся в Стокгольм в 1891 году, где начал читать лекции по физике в Королевском технологическом институте. В 1895 году, преодолев значительное сопротивление, он получает там должность профессора, в 1896 году (по другим источникам, в 1897 году) Аррениус занимает пост ректора этого учебного заведения и остаётся на этом посту до 1902 года. Около 1900 года Аррениус занялся созданием Нобелевских институтов и Нобелевских премий. В 1901 году, также преодолев сильное сопротивление, становится членом шведской Академии наук. Всю оставшуюся жизнь он был членом Нобелевского комитета по физике и фактически членом Нобелевского комитета по химии. Своим положением он пользовался, чтобы вручать Нобелевские премии своим друзьям (Якобу Вант-Гоффу, Вильгельму Оствальду, Теодору Ричардсу) и чтобы попытаться помешать своим врагам получать Нобелевские премии (Пауль Эрлих, Вальтер Нернст, Дмитрий Менделеев). В 1903 году Аррениус стал первым шведским учёным, получившим Нобелевскую премию по химии «как факт признания особого значения его теории электролитической диссоциации для развития химии». В 1905 году вышел в отставку, покинув Стокгольмский университет, затем был назначен директором физико-химического Нобелевского института в Стокгольме и оставался на этом посту до конца жизни.

### Поздние годы
После общего признания теорий Аррениуса о диссоциации он переключился на другие научные направления. В начале XX века опубликовал ряд работ по космогонии, пытаясь доказать, что второе начало термодинамики не влечёт за собой утверждения о  «тепловой смерти Вселенной» и о сотворении мира. В 1904 году Сванте Аррениус прочитал в Калифорнийском университете курс лекций, посвящённый применению методов физической химии к исследованиям теории токсинов и антитоксинов. Курс был опубликован в 1907 году под заголовком «Immunochemistry» (иммунохимия).
Он был членом правления шведского Общества расовой гигиены (основано в 1909 году), в это время поддерживавшего теорию Менделя, и около 1910 года работал по теме контрацептивов. Тем не менее, до 1938 года информирование о контрацепции и продажа контрацептивов в Швеции были запрещены.

В последние годы своей жизни Аррениус написал несколько учебников и научно-популярных книг, посвящённых необходимости продолжать работы по обсуждаемым им темам.
В сентябре 1927 года ученый слёг с приступом острого кишечного катара. 2 октября 1927 года Аррениус умер в Стокгольме. Похоронен в Уппсале.

### Ограничения теории Аррениуса, неприятие её учёными того времени
Теория Аррениуса часто критиковалась учёными его времени. В числе противников был и великий русский учёный Дмитрий Иванович Менделеев, создатель физико-химической теории растворов. Менделеев резко критиковал не только саму идею Аррениуса о диссоциации, но и чисто «физический» подход к пониманию природы растворов, не учитывающий химических взаимодействий между растворённым веществом и растворителем (гидратации в случае воды, или сольватации в общем случае). Аррениус не остался в долгу, и в отместку сделал все от него зависящее, чтобы Менделеев, несмотря на трехкратное выдвижение, так и не стал лауреатом Нобелевской премии. Теория Аррениуса давала сбои в случае концентрированных растворов электролитов, так как не учитывала межионные (электростатические) взаимодействия. Впоследствии И. А. Каблуков, В. А. Кистяковский, Г. Льюис, П. Дебай и Э. Хюккель ввели поправки в теорию диссоциации, учитывающие факторы межионного взаимодействия. Взгляды Менделеева и Аррениуса были затем объединены в протонной теории кислот и оснований.

### Парниковый эффект
В ходе создания теории, которая бы объяснила наличие ледниковых периодов в истории Земли, Аррениус в 1896 году впервые применил методы физической химии для оценки масштаба влияния роста концентрации углекислого газа в атмосфере на поверхностную температуру Земли за счёт парникового эффекта. Эти расчёты привели его к выводу о том, что вызванные человеком выбросы углекислого газа при сжигании ископаемого топлива достаточны, чтобы вызвать глобальное потепление. На основе этого заключения построена современная климатология. Эта работа Аррениуса базировалась на ранних исследованиях других известных учёных, например, Жан-Батиста Жозефа Фурье, Джона Тиндаля и Клода Пулье. Аррениус пытался определить, могут ли вызывающие парниковый эффект газы объяснить разницу температур между ледниковыми периодами и межледниковьями. Он воспользовался инфракрасными наблюдениями Луны, проведёнными Фрэнком Вери и Сэмюэлом Лэнгли в обсерватории Аллегейни в Питтсбурге, чтобы рассчитать, сколько инфракрасного излучения будет поглощено углекислым газом и водяным паром в атмосфере Земли. С помощью «закона Стефана» (ныне известного как закон Стефана — Больцмана) он сформулировал своё «правило». В его оригинальной форме оно звучало следующим образом: 
if the quantity of carbonic acid increases in geometric progression, the augmentation of the temperature will increase nearly in arithmetic progression. (англ.)
Таким образом, если количество углекислоты (во времена Аррениуса этот термин употреблялся и по отношению к {\displaystyle {\ce {CO2}}}, не только к {\displaystyle {\ce {H2CO3}}}) растёт в геометрической прогрессии, рост температуры будет увеличиваться почти в арифметической прогрессии. На данный момент используется следующая формулировка правила Аррениуса:
{\displaystyle \Delta F=\alpha \ln(C/C_{0}),}
где {\displaystyle C_{0}} — это концентрация углекислого газа в начале исследуемого периода, {\displaystyle C} — концентрация углекислого газа в конце периода, {\displaystyle \Delta F} — изменение скорости нагрева поверхности Земли (Вт/м2). Из моделей атмосферного излучательного переноса найдено, что константа {\displaystyle \alpha } для углекислого газа составляет 5,35 (± 10 %) Вт/м2 для атмосферы Земли.
На основе полученной от своего коллеги Арвида Хёгбома информации Аррениус впервые смог рассчитать, что выбросы углекислого газа от сжигания ископаемых топлив и схожих процессов достаточно велики, чтобы вызвать глобальное потепление. В своих расчетах он учёл обратную связь от изменений в концентрации водяного пара и широтные эффекты, но опустил облака, конвекцию и другие факторы, которые необходимо учесть. На данный момент его работу рассматривают не столько как точную оценку глобального потепления, сколько как первое подтверждение того, что рост концентрации углекислого газа в атмосфере вызовет глобальное потепление при прочих равных условиях.
Полученные Аррениусом значения поглощения инфракрасного излучения для углекислого газа и его выводы в 1900 году подверглись критике со стороны Кнута Ангстрема, опубликовавшего первый современный инфракрасный спектр поглощения углекислого газа с двумя полосами поглощения и экспериментальные результаты, которые, казалось, свидетельствовали, что поглощение инфракрасного излучения газом в атмосфере уже «насыщено», и добавление дополнительного углекислого газа не приведет к изменениям. В своих дальнейших публикациях Аррениус отверг эту критику, а в 1908 году писал, что рукотворные выбросы углекислого газа будут достаточно сильными, чтобы предотвратить новый ледниковый период, и что более теплая Земля необходима, чтобы прокормить растущее население Земли.
По оценкам Аррениуса, выведенным из уровня углекислого газа в атмосфере в его время, понижение его содержания на 0,62—0,55 раза привело бы к падению температур на 4—5 °C, а рост содержания в 2,5—3 раза привёл бы к увеличению температур в Арктике на 8—9 °C.

## Награды
Помимо Нобелевской премии, Аррениус был отмечен многочисленными наградами и званиями. Среди них медаль Дэви Лондонского королевского общества (1902), первая медаль Уилларда Гиббса Американского химического общества (1911), медаль Фарадея Британского химического общества (1914). Он был членом Шведской королевской академии наук, иностранным членом Лондонского королевского общества (1910), Германского химического общества, Королевской академии наук и искусств Нидерландов (1919), почётным членом Королевского Нидерландского химического общества (1909), иностранным почётным членом Американской академии искусств и наук (1912). Аррениус был удостоен почётных степеней многих университетов, в том числе Бирмингемского, Эдинбургского, Гейдельбергского, Лейпцигского, Оксфордского и Кембриджского, являлся иностранным членом-корреспондентом Петербургской академии наук (с 1903), почётным членом Академии наук СССР (с 1925).

## Личная жизнь
В 1894 году женился на своей бывшей ученице Софье Рудбек. У них родился сын. Однако два года спустя их брак распался. В 1905 году он женился ещё раз — на Марии Иоганссон, которая родила ему сына и двух дочерей. Сыновей звали Олоф и Свен.
Учёный отличался весёлым характером и добродушием, был настоящим «сыном шведской сельской местности», всегда был душой общества, располагал к себе коллег и просто знакомых. По словам Гордона Штейна, он был атеистом.
Его внуки и внучки — бактериолог Агнес Уолд, химик Сванте Уолд, биогеохимик океанов Густав Аррениус.
Его родственница — экоактивистка Грета Тунберг, чьего отца назвали Сванте в честь Аррениуса.